# Edward Sosna
Edward Sosna (ur. 26 stycznia 1938 w Rybniku) – polski aktor, teatralny, filmowy i telewizyjny.

## Życiorys
W 1961 ukończył studia na Wydziale Aktorskim PWSTiF w Łodzi. 15 lutego 1961 zadebiutował na scenie łódzkiego Teatru Nowego w spektaklu Żaby Arystofanesa w reż. Kazimierza Dejmka.
Występował na scenach Teatru im. Stefana Jaracza w Olsztynie (1961–1966 i 1968–1972), Teatru im. Adama Mickiewicza w Częstochowie (1966–1967), Teatru Wybrzeże w Gdańsku (1967–1968) oraz teatrów warszawskich: Narodowego (1972–1977) i Rozmaitości (1977–1991).
Występował również w Teatrze Telewizji, m.in. w spektaklach: Partita na instrument drewniany Stanisława Grochowiaka w reż. Stefana Szlachtycza (1974), Twarz pokerzysty Józefa Hena w reż. Stanisława Wohla (1974), Przykra historia Irwina Shawa w reż. Andrzeja Łapickiego (1974) oraz w Niebezpiecznej zabawie Miki Waltariego w reż. Marii Kaniewskiej jako Waara (1975), Elżbiecie królowej Anglii Ferdinanda Brucknera w reż. Laco Adamíka jako lord (1984) i w cyklu Jałta 1945 Ryszarda Frelka w reż. Romana Wionczka jako Frederic Portal (1985).

## Filmografia
- Stawka większa niż życie (serial telewizyjny) (1967)

● odc. 8. Wielka wsypa – oficer na poligonie
● odc. 17. Spotkanie – polski wartownik
- Ostatni po Bogu (1968) – oficer w porcie
- Pierścień księżnej Anny (1970)
- Hubal (1973)
- Jarosław Dąbrowski (1975)
- 40-latek (serial telewizyjny) (1977) – kapitan Sosna na dworcu (odc. 18. Gra wojenna czyli na kwaterze)
- Akcja pod Arsenałem (1977) – mężczyzna w wiatrówce
- Pani Bovary to ja (1977) – portier
- Sam na sam (1977) – Motowski, asystent Witka
- Śmierć prezydenta (1977) – bojówkarz prawicy
- Do krwi ostatniej... (1978) – żołnierz I Dywizji
- Życie na gorąco (serial telewizyjny) (1978) – mecenas Lazaridis (odc. 2. Saloniki)
- Do krwi ostatniej (serial) (1979) – żołnierz I Dywizji
- Dom (serial telewizyjny) (1980–2000)

● odc. 9. Po obu stronach muru – lekarz psychiatra, biegły na procesie dr Sergiusza Kazanowicza
● odc. 18. Trzecie kłamstwo – sędzia na sprawie rozwodowej Borowskich
- Najdłuższa wojna nowoczesnej Europy (serial telewizyjny) (1981) – klient Cegielskiego (odc. 5. Filolog i gwoździe)
- Katastrofa w Gibraltarze (1983) – Sumner Welles, sekretarz prezydenta Franklina D. Roosevelta
- Lata dwudzieste... lata trzydzieste... (1983) – amant ciotki
- Godność (1984) – Waldemar Rzewiński, zięć Szostaków
- Dłużnicy śmierci (1985) – aresztant w Strzekocianach
- Czas nadziei (1986) – Waldemar Rzewiński, zięć Szostaków
- Epizod Berlin-West (1986) – aktor
- Kryptonim „Turyści” (1986) – Andrzej Molenda
- Złoty pociąg (1986)
- Generał Berling  (1988)
- Rzeczpospolitej dni pierwsze (1988)
- Reduty września (1989) – pułkownik Stanisław Dąbek
- Czterdziestolatek. 20 lat później (1993) – właściciel hotelu, były filmowiec (odc. 14. Nic się nie zdarzy czyli odmienić życie)
- Za co? (1995) – Jaczewski, ojciec Albiny i Wandy
- Ekstradycja 2 (serial telewizyjny) (1996) – mężczyzna na licytacji
- Tydzień z życia mężczyzny (1999) – wręczający nagrodę Annie Borowskiej
- Tygrysy Europy (serial telewizyjny) (1999) – poseł, bywalec klubu pani Steni
- Na dobre i na złe (serial telewizyjny) (2000–2005)

● odc. 48. Proroczy sen – Zenon Leszczyk
● odc. 213. Wyrok losu – adwokat
- Twarze i maski (serial telewizyjny) (2000) – uczestnik zebrania w ZASP-ie (odc. 6. Ryszard III. Rok 1989)
- Marszałek Piłsudski (2001) – gen. Józef Haller
- Lokatorzy (serial telewizyjny) (2003) – sprzedawca w sklepie zoologicznym (odc. 142. Złota rybka)
- M jak miłość (serial telewizyjny) (2003–2005)

● odc. 119. – lekarz operujący Kingę Filarską
● odc. 456. i 469. – doktor Michał, pulmonolog leczący Teresę
- U fryzjera (serial telewizyjny) (2006) – klient (odc. 11. Konkurs)
- I kto tu rządzi? (serial telewizyjny) (2007) – Jurek, ojciec Maxa (odc. 7. Kto pstryknął babcię Basię)
- Ojciec Mateusz (serial telewizyjny) (2009) – Stasio, mieszkaniec Sandomierza (odc. 12. Aniołek i odc. 17. Skarb)
- 2XL (2013) – zaginiony ojciec (odc. 7)

## Odznaczenia i nagrody
- Złoty Krzyż Zasługi (1987)
- Brązowe odznaczenie im. Janka Krasickiego
- Odznaka Zasłużony Działacz Kultury (1986)
- Nagroda na VIII Festiwalu Teatrów Polski Północnej w Toruniu za rolę Ułana i Korydona w spektaklu Kulig Leona Schillera w Teatrze im. Stefana Jaracza w Olsztynie (1966)